# Louis Nelson Delisle

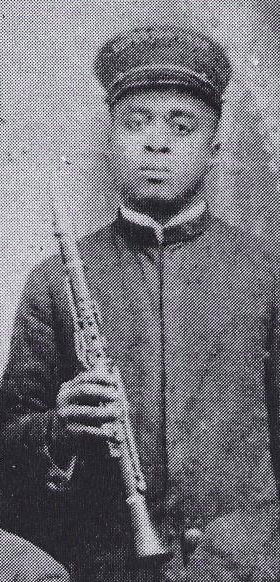
„Big Eye“ Louis Nelson Delisle

Louis Nelson „Big Eye“ Delisle (* 28. Januar 1885 in New Orleans, Louisiana; † 20. August 1949 ebenda) war ein US-amerikanischer Jazz-Klarinettist des New Orleans Jazz. Außerdem spielte er Bass, Banjo und Akkordeon.

## Leben
Delisle studierte Klarinette bei Lorenzo Tio senior (dem Vater von Lorenzo Tio) und Luis Tio und spielte bereits mit 15 Jahren professionell im Storyville-Viertel von New Orleans. Um 1905 war er im Imperial Orchestra, 1907 im Golden Rule Orchestra, in der Imperial Band mit Manuel Perez und 1912 im Superior Orchestra. Außerdem spielte er in der Eagle Band und mit Papa Celestin.
Sein früher „hot“ Stil des Klarinettenspiels – wobei er anfangs häufig eine C-Klarinette benutzte - beeinflusste spätere New Orleans Klarinettisten wie Jimmie Noone und Johnny Dodds. 1916/17 tourte er mit dem „Original Creole Orchestra“ (dem u. a. Freddie Keppard angehörte) in Boston und New York, wurde aber später durch Jimmie Noone ersetzt, worauf er nach New Orleans zurückkehrte. Er spielte 1918 im Lyric Theatre Orchestra und 1918 bis 1924 immer wieder mit John Robichaux. 1925 spielte er mit Willie Pajeaud und Ende der 1920er mit Sidney Desvigne. 1939 bis 1948 hatte er ein eigenes Quartett in Luthjen´s Bistro in New Orleans. Die einzigen erhaltenen Aufnahmen stammen aus den letzten Jahren seiner Karriere Ende der 1940er Jahre (1949). Er nahm auch 1940 mit Kid Rena auf.
Er sollte nicht mit dem Posaunisten des New Orleans Jazz Louis Nelson (1902–1990) verwechselt werden.
Er gab auch Sidney Bechet kurz Unterricht.
Nach eigenen Angaben spielte er 1900 mit Buddy Bolden im Orchester von Henry Peyton während der Robert Charles Riot´s, doch ist dies nach Samuel Charters ungewiss.

## Diskografische Hinweise
Als Leader
- Louis Delisle´s Band, American Music 646, 1949, u. a. Clarinet Marmalade, Dinah

Als Sideman
- Wooden Joe Nicholas Wooden Joe´s Band, American Music 646, 1949, u. a. B-flat Blues, Holler Blues
- Kid Rena, 1940 (Delta 800), u. a. Milenberg Joys, Clarinet Marmalade, Panama; neben Delisle spielte dort auch Alphonse Picou mit